# Mustasaari (ö i Finland, Södra Savolax, Nyslott, lat 62,02, long 28,86)
Mustasaari är en ö i Finland. Den ligger i sjön Kolponen och i kommunen Nyslott i  landskapet Södra Savolax, i den sydöstra delen av landet, 290 km nordost om huvudstaden Helsingfors. Öns area är 1,5 hektar och dess största längd är 230 meter i sydöst-nordvästlig riktning.